# 8113 Matsue
8113 Matsue (1996 HD1) là một tiểu hành tinh vành đai chính được phát hiện ngày 21 tháng 4 năm 1996 bởi R. H. McNaught và H. Abe ở Yatsuka.